# Алгебричний елемент
В математиці, якщо L є розширенням поля K, тоді елемент a ∈ L називається алгебричним елементом над K (алгебричним над K), якщо існує не тотожно рівний нулю многочлен g(x) з коефіцієнтами з K, такий що g(a)=0.
Елементи з L які не є алгебричними над K називаються трансцендентними над K.

## Приклад
- {\displaystyle {\sqrt {2}}} є алгебричним над Q, бо він є коренем многочлена g(x) = x2 — 2 коефіцієнти якого раціональні.